# Dan Johnson
Daniel Ryan Johnson (né le 10 août 1979 à Coon Rapids, Minnesota, États-Unis) est un ancien joueur de baseball de la Ligue majeure de baseball.
Il joue de 2005 à 2015 dans la Ligue majeure de baseball, à l'exception de la saison 2009 passée au Japon, comme joueur de premier but. Il tente en 2016 de prolonger sa carrière dans un rôle radicalement différent, celui de lanceur de balle papillon.
Joueur essentiellement réserviste, il est notable pour un coup de circuit frappé pour les Rays de Tampa Bay le 28 septembre 2011, en 9e manche d'un match, le dernier de la saison 2011, face aux Yankees de New York. Ce circuit crée l'égalité 7-7 dans un match que les Yankees menaient 7-0, et force les manches supplémentaires durant lesquelles les Rays arrachent la dernière qualification pour les séries éliminatoires.

## Carrière
Après des études secondaires à la Blaine High School de Blaine (Minnesota), Dan Johnson suit des études supérieures à l'Université Butler puis à l'Université du Nebraska–Lincoln où il porte les couleurs des Cornhuskers du Nebraska de 2000 à 2001.  
Il est repêché le 5 juin 2001 par les Athletics d'Oakland au septième tour de sélection et perçoit un bonus de 32 500 dollars à la signature de son premier contrat professionnel le 18 juin 2001. 
Johnson passe quatre saisons en Ligues mineures avant d'effectuer ses débuts en Ligue majeure le 27 mai 2005 avec Oakland. Il est transféré chez les Rays de Tampa Bay le 18 avril 2008 via un ballottage. Le 9 septembre 2008, il est rappelé des ligues mineures mais n'a pas le temps de se rendre à Boston à temps pour commencer le match entre les Rays et les Red Sox. Amené comme frappeur suppléant en neuvième manche avec son équipe en retard d'un point et le releveur étoile Jonathan Papelbon au monticule pour Boston, Johnson frappe le coup de circuit qui permet aux Rays de forcer la tenue de manches supplémentaires. Tampa Bay gagne le match 5-4, en route vers un premier championnat de division, devant les Red Sox.
Surtout utilisé en Triple-A en 2008 au sein de l'organisation des Rays, Johnson est cédé au club japonais des Yokohama BayStars. Il signe pour une saison chez les BayStars pour 1,4 million de dollars[réf. nécessaire].
Agent libre à l'issue de la saison 2009, Johnson revient chez les Rays en s'engageant le 11 janvier 2010 pour une saison pour 500 000 dollars. Il prolonge son contrat d'une saison le 6 décembre 2010.
Joueur de premier but réserviste à Tampa Bay, Johnson, qui ne frappe que pour ,119 de moyenne au bâton en 2011, devient célèbre pour les partisans des Rays au dernier match de la saison le 28 septembre lorsqu'il réussit un autre dramatique coup de circuit. Ce soir-là, l'équipe de Tampa comble un déficit de 0-7 pour l'emporter 8-7 en manches supplémentaires sur les Yankees de New York, une victoire qui leur permet de devancer les Red Sox de Boston au classement et de se qualifier in extremis pour les séries éliminatoires. Les Rays tirent de l'arrière 7-6 avec deux retraits en fin de neuvième manche lorsque Johnson s'amène comme frappeur suppléant pour affronter le lanceur Cory Wade. Avec deux prises à ses dépens, il claque un coup de circuit qui crée l'égalité 7-7.
En février 2012, Johnson rejoint les White Sox de Chicago. Il ne joue que 14 matchs en 2012 pour les White Sox mais il obtient 8 coups sûrs, dont 3 circuits, pour une moyenne au bâton de ,364 et produit 6 points, en plus de soutirer 9 buts-sur-balles.
Chez les Indians de Cleveland en 2013, Johnson n'entre en jeu que dans trois parties.
Le 15 novembre 2013, il signe un contrat des ligues mineures avec les Blue Jays de Toronto. Après un an et 15 matchs joués pour Toronto, il est invité à l'entraînement de printemps 2015 des Astros de Houston. Ceux-ci l'échangent aux Reds de Cincinnati le 26 mars 2015, avant l'ouverture de la saison, contre un joueur à être nommé plus tard. Assigné aux ligues mineures, il ne frappe que 3 coups sûrs en 40 présences au bâton pour une moyenne au bâton de ,069 chez les Bats de Louisville. Libéré par Cincinnati, il rejoint le 4 mai 2015 les Cardinals de Saint-Louis et dispute 12 matchs avec eux, terminant 2015 avec une moyenne au bâton d'à peine ,158 en 27 matchs.
Johnson revient chez les Rays de Tampa Bay le 5 mars 2016, mais cette fois c'est pour tenter de relancer sa carrière dans un tout autre rôle : celui de lanceur de balle papillon.

## Statistiques
| Saison | Équipe    | G   | AB   | R   | H   | 2B | 3B | HR | RBI | SB | BA   |
| ------ | --------- | --- | ---- | --- | --- | -- | -- | -- | --- | -- | ---- |
| 2005   | Oakland   | 109 | 375  | 54  | 103 | 21 | 0  | 15 | 58  | 0  | .275 |
| 2006   | Oakland   | 91  | 286  | 30  | 67  | 13 | 1  | 9  | 37  | 0  | .234 |
| 2007   | Oakland   | 117 | 416  | 53  | 98  | 20 | 1  | 18 | 62  | 0  | .236 |
| 2008   | Oakland   | 1   | 1    | 0   | 0   | 0  | 0  | 0  | 0   | 0  | .000 |
| 2008   | Tampa Bay | 10  | 25   | 3   | 5   | 0  | 0  | 2  | 4   | 0  | .200 |
| 2010   | Tampa Bay | 40  | 111  | 15  | 22  | 3  | 0  | 7  | 23  | 1  | .198 |
| Totaux | Totaux    | 368 | 1214 | 155 | 295 | 57 | 2  | 51 | 184 | 1  | .243 |

| Saison | Équipe    | G | AB | R | H | 2B | 3B | HR | RBI | SB | BA   |
| ------ | --------- | - | -- | - | - | -- | -- | -- | --- | -- | ---- |
| 2010   | Tampa Bay | 5 | 9  | 1 | 2 | 0  | 0  | 0  | 0   | 0  | .222 |
| Totaux | Totaux    | 5 | 9  | 1 | 2 | 0  | 0  | 0  | 0   | 0  | .222 |

| Saison | Équipe   | G   | AB  | R  | H  | 2B | 3B | HR | RBI | SB | BA   |
| ------ | -------- | --- | --- | -- | -- | -- | -- | -- | --- | -- | ---- |
| 2009   | Yokohama | 117 | 325 | 43 | 70 | 6  | 1  | 24 | 57  | 0  | .215 |
| Totaux | Totaux   | 117 | 325 | 43 | 70 | 6  | 1  | 24 | 57  | 0  | .215 |

Note : G = Matches joués ; AB = Passages au bâton; R = Points ; H = Coups sûrs ; 2B = Doubles ; 3B = Triples ; 
HR = Coup de circuit ; RBI = Points produits ; SB = Buts volés ; BA = Moyenne au bâton.